# Aeroportul Gbadolite
Aeroportul Gbadolite (IATA: BDT, ICAO: FZFD) este un aeroport din Gbadolite, Provincia Nord-Ubangi, Provincia Équateur, Republica Democratică Congo.
Situat la o altitudine de 460 m, aeroportul dispune de o singură pistă.